# Мартинес, Яра
Я́ра Марти́нес (англ. Yara Martinez; род. 31 августа 1979, Пуэрто-Рико) — американская телевизионная актриса.
Мартинес родилась в Пуэрто-Рико и начала свою телевизионную карьеру с гостевых ролей. Выросла в Майами. До начала актёрской карьеры Мартинес занималась балетом в течение десяти лет. Она — внучка прима-балерины Алисии Алонсо. В 2007 году она появилась в кинофильме «Попутчик». С тех пор она вернулась на телевидение, где взяла на себя множество второстепенных ролей, в сериалах «Отряд «Антитеррор»», «Саутленд», «Короли побега», «Нэшвилл» и «Игра в ложь».
Мартинес была членом актёрского состава недолго просуществовавшей прайм-тайм мыльной оперы «Голливудские холмы» в 2012 году. В 2013 году она начала исполнять одну из основных ролей в комедийном сериале Amazon «Дом альфа». В 2014 году она также взяла на себя второстепенные роли в «Девственница Джейн» и «Настоящий детектив».
С 2020 года снимается в телесериале «Маршал».

## Фильмография
| Год       | Название на русском                 | Название на английском            | Роль               | Примечания                                                                     |
| --------- | ----------------------------------- | --------------------------------- | ------------------ | ------------------------------------------------------------------------------ |
| 2006      | Без лица                            | Faceless                          | Mari Reynosa       | Телевизионный фильм                                                            |
| 2006      | В Филадельфии всегда солнечно       | It’s Always Sunny in Philadelphia | Kelly              | Эпизод: «Dennis and Dee Get a New Dad»                                         |
| 2006      | Пропавшая                           | Vanished                          | Ava Herrera        | Второстепенная роль, 4 эпизода                                                 |
| 2007      | Попутчик                            | The Hitcher                       | Beth               |                                                                                |
| 2007      | Отряд «Антитеррор»                  | The Unit                          | Annie              | Второстепенная роль, 7 эпизодов                                                |
| 2008      | Скорая помощь                       | ER                                | Mia                | Эпизод: «Owner of a Broken Heart»                                              |
| 2008      |                                     | The Apostles                      | Erin McBride       | Пилот                                                                          |
| 2008      |                                     | Spaced                            | Vivienne           | Пилот                                                                          |
| 2009      |                                     | Boldly Going Nowhere              | Ruby               | Пилот                                                                          |
| 2010      | C.S.I.: Место преступления Нью-Йорк | CSI: NY                           | Lisa Brigosa       | Эпизод: «Sangre por Sangre»                                                    |
| 2010      | Преследование                       | Chase                             | Karen Nelson       | Эпизод: «Under the Radar»                                                      |
| 2010      |                                     | A Walk in My Shoes                | Molly              | Телевизионный фильм                                                            |
| 2009-2011 | Саутленд                            | Southland                         | Mariella Moretta   | Второстепенная роль, 7 эпизодов                                                |
| 2011      | Закон и порядок: Лос-Анджелес       | Law & Order: Los Angeles          | Soledad Alvarado   | Эпизод: «El Sereno»                                                            |
| 2011-2012 | Короли побега                       | Breakout Kings                    | Marisol            | Второстепенная роль, 3 эпизода                                                 |
| 2012      | Голливудские холмы                  | Hollywood Heights                 | Kelly              | Регулярная роль, 26 эпизодов                                                   |
| 2013      | Нэшвилл                             | Nashville                         | Carmen Gonzalez    | Эпизоды: «Be Careful of the Stones You Throw» и «I’m Sorry for You, My Friend» |
| 2012-2013 | Игра в ложь                         | The Lying Game                    | Theresa Lopez      | Второстепенная роль, 10 эпизодов                                               |
| 2013      | Мыслить как преступник              | Criminal Minds                    | Tara Rios          | Эпизод: «Nanny Dearest»                                                        |
| 2013-2014 | Дом альфа                           | Alpha House                       | Adriana de Portago | Регулярная роль                                                                |
| 2013      | Гавайи 5.0                          | Hawaii Five-0                     | Lyla Simmons       | Эпизод: «Aloha. Malama Pono»                                                   |
| 2013      | Необходимая жестокость              | Necessary Roughness               |                    | Эпизод: «Sympathy for the Devil»                                               |
| 2014-2017 | Девственница Джейн                  | Jane the Virgin                   | Dr. Luisa Alver    | Второстепенная роль                                                            |
| 2015      | Настоящий детектив                  | True Detective                    | Andrea             | Второстепенная роль                                                            |
| 2017-2018 | Тик                                 | The Tick                          | Miss Lint          | Главная роль                                                                   |
| 2020      | Маршал                              | Deputy                            | Паула Рейес        | Главная роль                                                                   |